# Sunggyu (cantor)
Kim Sunggyu (em coreano: 김성규; nascido em 28 de abril de 1989) mais conhecido como Sunggyu (em coreano: 성규)  ou Sungkyu, é um cantor, dançarino e ator sul-coreano. Ele é líder e vocalista principal do boy group sul-coreano INFINITE.
Em novembro de 2012, Sunggyu estreou como um artista solo com seu primeiro extended play "Another Me" e estreou em #1 no Gaon Album Chart. Ele continuou lançando um segundo extended play "27 (2015)", estreou em #1 no Gaon Album Chart e em #8 no Billboard World Album, e rendeu dois singles no top 10 nos charts "The Answer" e "Kontrol".

## Biografia
Kim Sung-kyu nasceu em 28 de abril de 1989 em Jeonju, Coreia do Sul. Ele frequentou Jeonju National University High School e estava na banda de rock da escola chamada "Coma Beat". Quando Sunggyu contou a seus pais sobre seu sonho de se tornar um cantor, eles o rejeitaram porque queriam que ele tivesse uma vida normal e disseram que preferiam que ele deixasse a casa em vez disso. Ele continuou a praticar em segredo e veio a Seul sozinho para perseguir seus sonhos depois de se formar na escola secundária. Em 2008, ele fez uma audição para a SM Entertainment, mas não obteve sucesso. Devido à sua admiração pela banda de rock Nell, ele inicialmente fez uma audição na Woollim Entertainment sob a recomendação do gerente de Nell, que ele havia encontrado coincidentemente no café onde trabalhava a tempo parcial. Com o estômago doendo, Sunggyu foi para a sua audição e ligeiramente ameaçou-os, dizendo: "Se você não me escolher, você vai se arrepender." Depois, ele correu para o hospital imediatamente e recebeu uma apendicectomia. No dia de sua liberação, recebeu a notificação que tinha passado na sua audição. Originalmente pretendendo perseguir a música rock, Sunggyu transformou-se em um trainee para o grupo INFINITE, de que mais tarde assumiria as posições do líder e do vocalista principal. Apesar de ser criticado por seus amigos da escola, ele acreditava que era uma oportunidade no entanto e persistiu. Em 2010, Sungkyu finalmente debutou com o INFINITE em 9 de junho.
Em 15 de fevereiro de 2013, Sung-kyu formou-se no programa de Música Prática em Daekyung University e recebeu juntamente com os membros L, Sungyeol, Hoya e Dongwoo o "Proud Daekyung University Student Award", na esperança de que o grupo continuasse a crescer e trazer prestígio para a escola. Os membros tinham sido aceitos através de uma entrada especial selecionada no início de 2011. Sunggyu é atualmente um estudante de Música Prática na Hoseo University.

## Carreira

### 2010-11: Estreia com INFINITE e atividades solo
Artigo principal: INFINITE
Sunggyu fez sua estreia como líder e vocalista principal do boygroup sul-coreano INFINITE em 2010. O grupo oficialmente debutou em 9 de junho de 2010.  No mesmo ano, ele estava tocando violão no MV de "Run" do Epik High, juntamente com seus colegas Woohyun, Sungyeol, L e Sungjong.
Sunggyu junto com os membros Sungyeol e Sungjong se tornaram os DJ's especiais para o Kiss The Radio, enquanto Leeteuk e Eunhyuk ambos do Super Junior estavam fora. Eles foram responsáveis pela transmissão de rádio de 24 a 30 de outubro de 2011.
Sunggyu e os outros membros do INFINITE dublaram o desenho infantil "Wara Store" de 27 de dezembro de 2011 a 27 de março de 2012 como eles mesmos.

### 2012–14: Estreia solo e atividades solo
Sungkyu fez sua estreia como ator musical, junto com o membro da banda Woohyun no musical "Gwanghwamun Sonata". Woohyun e Sunggyu compartilhavam o papel de Jiyong, o filho da liderança feminina. O musical durou de 3 de janeiro até 11 de março de 2012.
Em maio de 2012, foi anunciado que Sungkyu iria se juntar ao "Immortal Songs 2" como um membro fixo ao lado do Ryeowook do Super Junior. Sua primeira apresentação no programa foi ao ar em 23 de junho. Em julho, foi anunciado que ele estaria deixando o show devido as promoções do INFINITE no exterior. Seu último episódio no programa foi ao ar em 25 de agosto.
Transformou-se um anfitrião especial no programa de variedade Weekly Idol com Hoya para o episódio 64 Tasty em 10 de outubro de 2012.
Sunggyu lançou seu EP solo "Another Me" em 19 de novembro. Kim Jongwan de Nell deu sua música auto-composta "Shine" para Sunggyu como um presente para seu pré-lançamento, que foi lançado em 7 de novembro. Sungkyu também compôs a faixa-título "60 Seconds" com Sweetune e pessoalmente participou de escrever as letras da música "41 Days". L atuou como personagem principal no MV da música. Sunggyu fez um curto período de promoção de três semanas, e o álbum se tornou o álbum físico mais vendido para o mês de novembro com 62.958 cópias vendidas.  O álbum alcançou o  22 com um recorde de vendas de 70.552 cópias na parada anual de álbuns do Gaon Chart para 2012. Em 2013, o álbum conseguiu estar nas vendas do álbum Top 100 do Gaon Album e no final do ano gravando 13.283 cópias. No ano de 2014, as vendas adicionais do álbum foram de 6.098 cópias. Desde o seu lançamento até março de 2015, o total de álbuns vendidos foi de 91.212 cópias.
Em janeiro de 2013, Sunggyu foi confirmado para ser um elenco fixo do "High Society 2" da JTBC juntamente com Shindong do Super Junior. O show foi transmitido de 9 de fevereiro a 15 de junho.
Em fevereiro de 2013, Sungkyu foi confirmado para ter uma aparição para a comédia de situação "A Bit of Love" da KBS, junto com outros quatro ídolos G.O de MBLAQ, Seungyeon de KARA, Siwan do ZE:A e Jieun do SECRET. De acordo com os representantes, eles aparecerão como as versões mais jovens dos cinco personagens principais por cerca de três semanas. Sunggyu será a versão mais jovem de Lee Hoon.
Em abril de 2013, Sung-kyu foi confirmado para se juntar ao novo programa da tvN chamada "The Genius: Rules of the Game", ao lado de outras 12 figuras representativas de diferentes áreas de trabalho como personalidades da TV, políticos, jogadores e muito mais. A premissa do show é que os participantes devem usar seu poder cerebral para encontrar uma fórmula vencedora e vencer o jogo através da traição e da eliminação de seus concorrentes. O vencedor vai receber cerca de 100 milhões de KRW (cerca de US $ 90.000). O primeiro episódio, Sungkyu ganhou o título de "Icon of Betrayal" que foi transmitido em 26 de abril na tvN. Sunggyu foi considerado um dos jogadores com a habilidade de jogo mais forte.
Em setembro, Sunggyu e seu companheiro de grupo L fizeram uma aparição no Idol Special do Running Man com doze outros ídolos de grupos como Lee Joon e Seungho do MBLAQ, Hyolyn e Dasom do SISTAR, Chansung e Wooyoung do 2PM, Eunji e Naeun do APINK, Minah e Yura do Girl's Day e Kikwang e Doojoon do BEAST. Além disso, Sung-kyu também foi destaque no novo show de variedades "The Sea I Wanted" da KBS2, que conta a história de seis homens de viagem e experiência em mar aberto. O show é inicialmente planejado para um piloto de três episódios, com o primeiro episódio sendo exibido em 11 de setembro. Em outubro de 2013, ele participou da música de debut rapper Kanto intitulada "What You Want".
Em 2014, Sungkyu foi escalado no musical "VAMPIRE", junto com Sungmin do Super Junior e HongKi do FT ISLAND. Em dezembro de 2014, fez outra aparição no episódio 179 do Running Man, com Jaekyung do Rainbow, Lee Dong Wook, Park Soo Hong, Sung Kyung Ah, John Park e Kim Kyung Ho.

### 2015-presente: Retorno e papéis de televisão
Em 29 de janeiro de 2015, Sung-kyu foi confirmado para estrelar o novo show de variedades da KBS "Fluttering India" juntamente com o Suho do EXO, Jonghyun do CNBLUE, Kyuhyun do Super Junior, Changmin do TVXQ e Minho do SHINee.
Sunggyu lançou seu segundo EP intitulado "27" em 11 de maio, que foi produzido por Kim Jong-wan do Nell.  Ele promoveu as duas faixas-título "The Answer" e "Kontrol" para o qual o vídeo de música foi liberado em 11 de maio. A partir de junho de 2015, o álbum vendeu mais de 75 mil cópias.
Em 15 de maio de 2015, Sungkyu & L participou com outros artistas como EXO, Girl's Day, SISTAR, Niel do TEEN TOP e Ailee para cantar a canção-tema "I Am Korea" do KBS1 e "The Day We Met" para o "Gwangbok's 70th Anniversary".  Sung-kyu tornou-se DJ para um canto especial na MelOn Radio em 19 de maio de 2015 e 26 de maio de 2015. Ele também foi fundido no musical "In The Heights", juntamente com o companheiro de grupo Dongwoo como o elenco masculino 'Usnavi'. Sunggyu desempenhou o papel principal 'Benny' com o Chen do EXO e o ator Seo Kyung-soo. O musical foi produzido pela SM C&C, uma subsidiária da SM Entertainment e correu de 4 de setembro a 22 de novembro no teatro Blue Square.
Em 17 de setembro de 2015, foi revelado que Sungkyu estrelaria uma nova série da KBS chamada "Youth Express" ao lado da comediante Kim Sook e do ator Park Jae Min.
Em novembro de 2015, ele voltou como anfitrião especial para o Weekly Idol como o primeiro ídolo convidado especial de 2 de novembro de 2015 até 9 de novembro de 2015, durante a licença temporária do anfitrião Jung Hyung Don.
Em junho de 2016, ele foi confirmado para hospedar o show de variedades "Girl Spirit" da JTBC com o comediante Jo Seho. O programa foi ao ar em 19 de julho.  No início de julho, ele se tornou um competidor convidado no "Duet Song Festival" da MBC.
Em fevereiro de 2017, ele foi confirmado para se tornar um MC no show de variedades "Singderella" da emissora Channel A.

## Prêmios e indicações
| Ano  | Prêmio                         | Categoria                      | Trabalho indicado               | Resultado |
| ---- | ------------------------------ | ------------------------------ | ------------------------------- | --------- |
| 2015 | 7th MelOn Music Awards         | Top 10 Artists                 | —                               | Indicado  |
| 2015 | 7th MelOn Music Awards         | Best Rock Song                 | The Answer                      | Venceu    |
| 2015 | The 7th Philippine KPOP Awards | Best Solo Male Artist          | —                               | Venceu    |
| 2015 | The 7th Philippine KPOP Awards | Best Collaboration of the Year | Daydream (feat. Tablo, Jongwan) | Venceu    |
| 2015 | KPOP Meetings Germany Awards   | Best Male Artist               | —                               | Venceu    |
| 2015 | International K-Music Awards   | Best Male Solo                 | —                               | Venceu    |